# Physcia rolfii
Physcia rolfii är en lavart som beskrevs av Roland Moberg. Physcia rolfii ingår i släktet Physcia och familjen Physciaceae.   Inga underarter finns listade i Catalogue of Life.